# 斯拉维察·耶雷米奇
斯拉维察·耶雷米奇（1957年5月3日—），塞尔维亚女子手球运动员。她曾代表南斯拉夫国家队参加1980年夏季奥林匹克运动会手球比赛，获得一枚银牌。